# Люббов
Люббов (нем. Lübbow) — община в Германии, в земле Нижняя Саксония.
Входит в состав района Люхов-Данненберг. Подчиняется управлению Люхов (Вендланд). Население составляет 820 человек (на 31 декабря 2010 года). Занимает площадь 19,52 км².
Коммуна подразделяется на 3 сельских округа.